# Метод коллинеарных градиентов
Метод коллинеарных градиентов (МКГ) — итерационный метод направленного поиска локального экстремума гладкой функции многих переменных {\displaystyle J(u)\colon \mathbb {R} ^{n}\to \mathbb {R} }  с движением к экстремуму вдоль вектора {\displaystyle d\in \mathbb {R} ^{n}} такого, где градиенты {\displaystyle \nabla J(u)} и {\displaystyle \nabla J(u+d)} коллинеарные. Это метод перового порядка (использует только первые производные {\displaystyle \nabla J}) с квадратичной скоростью сходимости. Может применяться к функциям высокой размерности {\displaystyle n} с несколькими локальными экстремумами. МКГ можно отнести к семейству методов Truncated Newton method

### Идея метода
Для гладкой функции {\displaystyle J(u)} в относительно большой окрестности точки {\displaystyle u^{k}} найдётся точка {\displaystyle u^{k_{\ast }}}, где градиенты {\displaystyle \nabla J^{k}\,{\overset {\textrm {def}}{=}}\,\nabla J(u^{k})} и {\displaystyle \nabla J^{k_{\ast }}\,{\overset {\textrm {def}}{=}}\,\nabla J(u^{k_{\ast }})} коллинеарные. Направлением на экстремум {\displaystyle u_{\ast }} из точки {\displaystyle u^{k}} будет направление {\displaystyle d^{k}=(u^{k_{\ast }}-u^{k})}. Вектор {\displaystyle d^{k}} указывает на максимум или на минимум в зависимости от положения точки {\displaystyle u^{k_{\ast }}}. Она может быть спереди или сзади от {\displaystyle u^{k}} относительно направления на {\displaystyle u_{\ast }} (см. рисунок). Далее будем рассматривать минимизацию.
Очередная итерация МКГ:
```
(1) 

  

    

      

        

        

          
u

          

            
k

            
+

            
1

          

        

        
=

        

          
u

          

            
k

          

        

        
+

        

          
b

          

            
k

          

        

        

          
d

          

            
k

          

        

        
,

        

        
k

        
∈

        

          
{

          

            
0

            
,

            
1

            
…

          

          
}

        

        
,

      

    

    
{\displaystyle \quad u^{k+1}=u^{k}+b^{k}d^{k},\quad k\in \left\{0,1\dots \right\},}

  

```

где оптимальное {\displaystyle b^{k}\in \mathbb {R} } находится аналитически из предположения квадратичности одномерной функции {\displaystyle J(u^{k}+bd^{k})}:
(2) {\displaystyle \quad b^{k}=\left(1-{\frac {\langle \nabla J(u^{k_{\ast }},d^{k}\rangle }{\langle \nabla J(u^{k}),d^{k}\rangle }}\right)^{-1},\quad \forall u^{k_{\ast }}.}
Угловые скобки — это скалярное произведение в евклидовом пространстве {\displaystyle \mathbb {R} ^{n}}. Если {\displaystyle J(u)} выпуклая функция в окрестности {\displaystyle u^{k}}, то для передней точки {\displaystyle u^{k_{\ast }}} получаем число {\displaystyle b^{k}>0}, для задней {\displaystyle b^{k}<0}. Делаем шаг (1).
Для строго выпуклой квадратичной функции {\displaystyle J(u)} шаг МКГ
```
 

  

    

      

        

          
b

          

            
k

          

        

        

          
d

          

            
k

          

        

        
=

        
−

        

          
H

          

            
−

            
1

          

        

        
∇

        

          
J

          

            
k

          

        

        
,

      

    

    
{\displaystyle b^{k}d^{k}=-H^{-1}\nabla J^{k},}

  

```

т.е. это шаг метода Ньютона (метод второго порядка с квадратичной скоростью сходимости), где {\displaystyle H} — матрица Гессе. Такие шаги обеспечивают МКГ квадратичную скорость сходимости.
В общем случае, если {\displaystyle J(u)} имеет переменную выпуклость и возможны седловые точки, то следует контролировать направление минимизации по углу {\displaystyle \gamma } между векторами {\displaystyle \nabla J^{k}} и {\displaystyle d^{k}}. Если {\displaystyle \cos(\gamma )={\frac {\langle \nabla J^{k},d^{k}\rangle }{||\nabla J(u^{k})||\;||d^{k}||}}\geq 0}, то {\displaystyle d^{k}} — это направление максимизации и в (1) следует брать {\displaystyle b^{k}} с обратным знаком.

## Поиск коллинеарных градиентов
Коллинеарность градиентов оценивается невязкой их ортов, которая имеет вид системы {\displaystyle n} уравнений для поиска корня  {\displaystyle u=u^{k_{\ast }}}:
```
(3) 

  

    

      

        

        

          
r

          

            
k

          

        

        
(

        
u

        
)

        
=

        

          

            

              
∇

              
J

              
(

              
u

              
)

            

            

              

                
|

              

              

                
|

              

              
∇

              
J

              
(

              
u

              
)

              

                
|

              

              

                
|

              

            

          

        

        
s

        
−

        

          

            

              
∇

              
J

              
(

              

                
u

                

                  
k

                

              

              
)

            

            

              

                
|

              

              

                
|

              

              
∇

              
J

              
(

              

                
u

                

                  
k

                

              

              
)

              

                
|

              

              

                
|

              

            

          

        

        
=

        
0

        
∈

        

          

            
R

          

          

            
n

          

        

        
,

      

    

    
{\displaystyle \quad r^{k}(u)={\frac {\nabla J(u)}{||\nabla J(u)||}}s-{\frac {\nabla J(u^{k})}{||\nabla J(u^{k})||}}=0\in \mathbb {R} ^{n},}

  

```

где знак {\displaystyle s=\operatorname {sgn} \langle \nabla J(u),\nabla J(u^{k})\rangle } позволяет одинаково оценивать коллинеарность градиентов по одну или разные стороны от минимума {\displaystyle u_{\ast }}, {\displaystyle ||r^{k}(u)||\leq {\sqrt {2}}}.
Система (3) решается итерационно (подитерации {\displaystyle l\,}) методом сопряжённых градиентов в предположении, что она линейна в окрестности {\displaystyle u^{k}}:
(4) {\displaystyle \quad u^{k_{l+1}}=u^{k_{l}}+\tau ^{l}p^{l},\quad l=1,2\ldots ,}
где вектор {\displaystyle \;p^{l}\;{\overset {\textrm {def}}{=}}\,p(u^{k_{l}})=-r^{l}+{\beta ^{l}p}^{l-1}}, {\displaystyle \;r^{l}\,{\overset {\textrm {def}}{=}}\,r(u^{k_{l}})}, {\displaystyle \;\beta ^{l}=||r^{l}||^{2}/||r^{l-1}||^{2},\ \beta ^{1,n,2n...}=0}, {\displaystyle \;\tau ^{l}=||r^{l}||^{2}/\langle p^{l},H^{l}p^{l}\rangle }, произведение матрицы Гессе {\displaystyle H^{l}} на {\displaystyle p^{l}} находится численным дифференцированием:
(5) {\displaystyle \quad H^{l}p^{l}\approx {\frac {r(u^{k_{h}})-r(u^{k_{l}})}{h/||p^{l}||}},}
где {\displaystyle u^{k_{h}}=u^{k_{l}}+hp^{l}/||p^{l}||}, {\displaystyle h} — малое положительное число такое, что {\displaystyle \langle p^{l},H^{l}p^{l}\rangle \neq 0}.
Начальное приближение задаётся под 45° ко всем осям координат длинной {\displaystyle \delta ^{k}}:
(6) {\displaystyle \quad u_{i}^{k_{1}}=u_{i}^{k}+{\frac {\delta ^{k}}{\sqrt {n}}}\operatorname {sgn} {\ \nabla _{i}J}^{k},\quad i=1\ldots n.}
Начальный радиус {\displaystyle \delta ^{k}}-окрестности точки {\displaystyle u^{k}} корректируется:
(7) {\displaystyle \quad \delta ^{k}=\max \left[\min \left(\delta ^{k-1}{\frac {||\nabla J(u^{k})||}{||\nabla J(u^{k-1})||}},\delta ^{0}\right),\delta _{m}\right],\quad k>0.}
Необходимо {\displaystyle ||u^{k_{l}}-u^{k}||\geq \delta ^{m},\;l\geq 1}. Здесь малое положительное число {\displaystyle \delta _{m}} заметно больше машинного эпсилон.
Подитерации {\displaystyle l} завершаются при выполнении хотя бы одного из условий:
1. {\displaystyle ||r^{l}||\leq c_{1}{\sqrt {2}},\quad 0\leq c_{1}<1} — достигнута точность;
2. {\displaystyle \left|{\frac {||r^{l}||-||r^{l-1}||}{||r^{l}||}}\right|\leq c_{1},\quad l>1} — прекратилась сходимость;
3. {\displaystyle l\leq l_{max}=\operatorname {integer} \left|c_{2}\ln c_{1}\ln n\right|,\quad c_{2}\geq 1} — избыточность подитераций.

## Алгоритм выбора направления минимизации
- Параметры: {\displaystyle c_{1},c_{2},\delta ^{0},\delta _{m}=10^{-15}\delta ^{0},h=10^{-5}}.
- Входные данные: {\displaystyle n,k=0,u^{k},J(u^{k}),\nabla J(u^{k}),\nabla J^{k}}.

1. {\displaystyle l=1}. Если {\displaystyle k>0} задаём {\displaystyle \delta ^{k}} из (7).
2. Находим {\displaystyle u^{k_{l}}} из (6).
3. Вычисляем {\displaystyle \nabla J^{l},||\nabla J^{l}||} и находим {\displaystyle r^{l}} из (3) при {\displaystyle u=u^{k_{l}}}.
4. Если {\displaystyle ||r^{l}||\leq c_{1}{\sqrt {2}}\,} или {\displaystyle l\geq l_{max}}, или {\displaystyle ||u^{k_{l}}-u^{k}||<\delta _{m}}, или {{\displaystyle \,l>1} и {\displaystyle \left|{\frac {||r^{l}||-||r^{l-1}||}{||r^{l}||}}\right|\leq c_{1}}}, то принимаем {\displaystyle u^{k_{\ast }}=u^{k_{l}}}, возвращаем {\displaystyle \nabla J\left(u^{k_{\ast }}\right)}, {\displaystyle d^{k}={(u^{k_{\ast }}-u}^{k})}, стоп.
5. Если {\displaystyle l\neq 1,n,2n,3n\ldots }, задаём {\displaystyle \beta ^{l}=||r^{l}||^{2}/||r^{l-1}||^{2}}, иначе {\displaystyle \beta ^{l}=0}.
6. Вычисляем {\displaystyle p^{l}=-r^{l}+\beta ^{l}p^{l-1}}.
7. Находим шаговый множитель {\displaystyle \tau ^{l}} для подитераций:
  1. запоминаем {\displaystyle u^{k_{l}}}, {\displaystyle \nabla J^{l}}, {\displaystyle ||\nabla J^{l}||}, {\displaystyle r^{l}}, {\displaystyle ||r^{l}||};
  2. задаём {\displaystyle u^{k_{h}}=u^{k_{l}}+hp^{l}/||p^{l}||}, вычисляем {\displaystyle \nabla J(u^{k_{h}})}, {\displaystyle r\left(u^{k_{h}}\right)} и находим {\displaystyle H^{l}p^{l}} из (5), присваиваем {\displaystyle w\leftarrow \langle p^{l},H^{l}p^{l}\rangle };
  3. если {\displaystyle w=0}, тогда {\displaystyle h\leftarrow 10h}, возвращаемся к шагу 7.2;
  4. восстанавливаем {\displaystyle u^{k_{l}}}, {\displaystyle \nabla J^{l}}, {\displaystyle ||\nabla J^{l}||}, {\displaystyle r^{l}}, {\displaystyle ||r^{l}||};
  5. находим {\displaystyle \tau ^{l}=||r^{l}||^{2}/w}.
8. Делаем подитерацию {\displaystyle u^{k_{l+1}}} из (4).
9. {\displaystyle l\leftarrow l+1}, переходим к шагу 3.

Параметр {\displaystyle c_{2}=3\div 5}. Для функций без седловых точек рекомендуется {\displaystyle c_{1}\approx 10^{-8}}, {\displaystyle \delta \approx {10}^{-5}}. Для «обхода» седловых точек рекомендуется {\displaystyle c_{1}\approx 0.1}, {\displaystyle \delta \approx 0.1}.
Описанный алгоритм позволяет приблизительно найти коллинеарные градиенты из системы уравнений (3). Полученное направление {\displaystyle b^{k}d^{k}} для алгоритма МКГ (1) будет приблизительным направлением Ньютона (truncated Newton method).

## Демонстрации[2]
Во всех демонстрациях МКГ показывает сходимость не хуже, а иногда и лучше (для функций переменной выпуклости), чем метод Ньютона.

### Тестовая функция «повёрнутый эллипсоид»
Строго выпуклая квадратичная функция:
{\displaystyle J(u)=\sum _{i=1}^{n}\left(\sum _{j=1}^{i}u_{j}\right)^{2},\quad u_{\ast }=(0...0).}
На рисунке для {\displaystyle {\color {red}n=2}} заданы три чёрные стартовые точки {\displaystyle u^{0}}. Серые точки — подитерации {\displaystyle u^{0_{l}}} с {\displaystyle \delta ^{0}=0.5} (показано пунктиром, завышено для демонстрации). Параметры {\displaystyle c_{1}=10^{-8}}, {\displaystyle c_{2}=4}. Для всех {\displaystyle u^{0}} потребовалась одна итерация и подитераций {\displaystyle l} не более двух.
При {\displaystyle {\color {red}n=1000}} (параметр {\displaystyle \delta ^{0}={10}^{-5}}) с начальной точкой {\displaystyle u^{0}=(-1...1)} МКГ достиг {\displaystyle u_{\ast }} с точностью 1 % за 3 итерации и 754 вычисления {\displaystyle J} и {\displaystyle \nabla J}. Другие методы первого порядка: Квазиньютоновский BFGS (работа с матрицами) потребовал 66 итераций и 788 вычислений; сопряжённых градиентов (Fletcher-Reeves) — 274 итерации и 2236 вычислений; конечно-разностный метод Ньютона — 1 итерация и 1001 вычислений. Метод Ньютона второго порядка — 1 итерация.
С ростом размерности {\displaystyle \color {red}n}, вычислительные погрешности при реализации условия коллинеарности (3), могут заметно возрастать. Поэтому МКГ, по сравнению с методом Ньютона, в рассматриваемом примере потребовал более одной итерации.

### Тестовая функцияРозенброка
{\displaystyle J(u)=100(u_{1}^{2}-u_{2})^{2}+(u_{1}-1)^{2},\quad u_{\ast }=(1,1).}
Параметры {\displaystyle c_{1}=10^{-8}}, {\displaystyle c_{2}=4}, {\displaystyle \delta ^{0}={10}^{-5}}. Траектория спуска МКГ полностью совпадает с методом Ньютона. На рисунке синяя начальная точка {\displaystyle u^{0}=\left(-0.8;-1.2\right)}, красная — {\displaystyle u_{\ast }}. В каждой точке нарисованы орты градиентов.

### Тестовая функцияХиммельблау
{\displaystyle J(u)=(u_{1}^{2}+u_{2}-11)^{2}+(u_{1}+u_{2}^{2}-7)^{2}.}
Параметры {\displaystyle c_{1}=0.1}, {\displaystyle c_{2}=4}, {\displaystyle \delta ^{0}=0.05}.
| {\displaystyle J} · {\displaystyle \nabla J} · {\displaystyle \cos {\gamma }\geq 0} | {\displaystyle b^{k}=1}                      |
| {\displaystyle J} · {\displaystyle \nabla J}                                        | {\displaystyle J} · {\displaystyle \nabla J} |

МКГ является очень экономичным по количеству вычислений {\displaystyle J} и {\displaystyle \nabla J}. Благодаря формуле (2), он не требует затратных вычислений шагового множителя {\displaystyle b^{k}} посредством линейного поиска (например,  методом золотого сечения и т.п.).